# Bárbara Timová
Bárbara Chiancaová Timová (* 10. března 1991) je původem brazilská zápasnice–judistka, která od roku 2019 reprezentuje Portugalsko.

## Sportovní kariéra
S judem začala v 8 letech v rodném Riu de Janeiru. V brazilské ženské reprezentaci se pohybovala od roku 2013 ve střední váze do 70 kg, jako členka profesionálního klubu Flamengo. V roce 2016 dostala v nominaci na domácí olympijské hry v Riu přednost Maria Portelaová.
V roce 2017 následovala svého reprezentačního kolegu a snoubence Marcela Continiho do São Paula do profesionálním klubu Pinheiros. V roce 2018 zvýšila své šance startovat na olympijských hrách v Tokiu v roce 2020 přijetím nabídky reprezentovat Portugalsko, které dlouhodobě nemělo ve střední váze konkurenceschopnou judistku. Od roku 2019 se připravuje v portugalském Lisabonu v profesionálním klubu Benfica pod vedením Jorga Gonçalvese.

### Vítězství na mezinárodních turnajích
- 2018 – 1x světový pohár (Buenos Aires)

## Výsledky
| Turnaj                  | Brazílie     | Brazílie     | Brazílie     | Brazílie     | Brazílie     | Brazílie     | Portugalsko  |
| Turnaj                  | 2013         | 2014         | 2015         | 2016         | 2017         | 2018         | 2019         |
| Turnaj                  | 22           | 23           | 24           | 25           | 26           | 27           | 28           |
| Turnaj                  | střední váha | střední váha | střední váha | střední váha | střední váha | střední váha | střední váha |
| ----------------------- | ------------ | ------------ | ------------ | ------------ | ------------ | ------------ | ------------ |
| Olympijské hry          |              |              |              | —            |              |              |              |
| Mistrovství světa       | —            | úč.          | —            |              | —            | —            | 2.           |
| Panamerické hry         |              |              | —            |              |              |              |              |
| Panamerické mistrovství | —            | —            | 5.           | —            | —            | —            |              |
| Evropské hry            |              |              |              |              |              |              | úč.          |
| Mistrovství Evropy      |              |              |              |              |              |              | úč.          |
| Univerziáda             | úč.          |              | —            |              | 1.           |              |              |
| Jihoamerické hry        |              | 2.           |              |              |              | —            |              |